# John Pepper

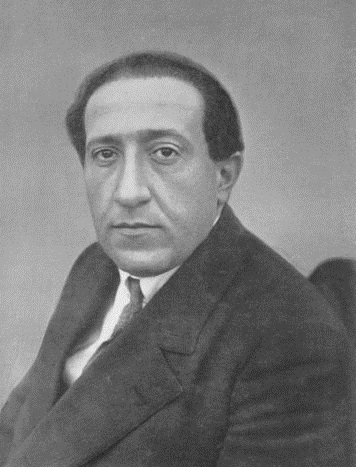
József Pogány, 1919.

John Pepper, verkligt namn József Pogány, ursprungligen Schwartz, född 1886 i Budapest, död 1937 i Sovjetunionen, var en ungersk-amerikansk kommunist. 
Pogány var aktiv i den ungerska revolutionen 1919, efter vars misslyckande han flydde till Sovjetunionen med Bela Kun. 
Sommaren 1923 var Pogány i Stockholm där han deltog aktivt i oppositionen inom kommunistpartiet mot dess partiledare Zeth Höglund. 
Under namnet John Pepper reste han under 1920-talet flera gånger till USA, som medlem av Kommunistiska Internationalen. John Pepper fick i uppdrag av Josef Stalin att se över och verkställa uteslutningen av trotskister ur det amerikanska kommunistpartiet. Pepper kom då i strid med den amerikanska trotskistledaren James P. Cannon. 
Slutligen blev John Pepper själv ett offer för stalinismen då han 1937 avrättades under de stora utrensningarna i Sovjetunionen.

## Verk på engelska
- For a Labor Party: Recent Revolutionary Changes in American Politics: A Statement by the Workers Party. 1922.
- "Underground Radicalism": An Open Letter to Eugene V. Debs and to All Honest Workers Within the Socialist Party. 1923.
- The General Strike and the General Betrayal. 1926.
- Why every miner should be a communist 1928, Worker's library, #6
- American Negro problems 1928, Worker's library, #9